# Richard Grant White
Richard Grant White (født 23. maj 1822 i New York, død 8. april 1885 sammesteds) var en amerikansk kritiker.
Han studerede medicin og jura, blev sagfører og passerede, som så mange amerikanske forfattere, gennem journalistikken til litteraturen. Han har særlig helliget sig Shakespeare-studiet, og herhen hørende arbejder er, foruden to udgaver af Shakespeares værker: Shakespeares Scholar (1854), et angreb på Colliers tekstrettelser; Memoirs of the Life of Shakespeare (1865); Studies in Shakespeare (1885). Af hans øvrige værker kan nævnes: Words and their Uses (1870); The Fall of Man (1871); Every-Day English (1880). 1876-77 var han i England og udgav senere: England Without and Within (1881). Hans artikler under pseudonymet A Yankee i The Spectator påvirkede engelsk offentlig mening til fordel for Nordstaterne.